# Ходіша
Ходіша (рум. Hodișa) — село у повіті Сату-Маре в Румунії. Входить до складу комуни Соконд.
Село розташоване на відстані 424 км на північний захід від Бухареста, 24 км на південь від Сату-Маре, 100 км на північний захід від Клуж-Напоки.

## Населення
За даними перепису населення 2002 року у селі проживали 283 особи, з них 282 особи (99,6%) румунів. Рідною мовою 282 особи (99,6%) назвали румунську.